# Драгомир Глишић
Драгомир Глишић (Ваљево, 1. март 1872 — Београд, 17. јун 1957) је био српски сликар и ратни фотограф.

## Биографија
Драгомир је рођен марта 1872. године у Ваљеву. Родитељи су му били Стојан градски берберин и Милица, са шесторо деце. Основну школу и нижу гимназију завршио је у родном граду. Али због породичног сиромаштва, након четвртог разреда гимназије прекинуо је школовање. Од малих ногу је показивао таленат за цртањем, и његов први вредан пажње рад био је портрет суграђанина, књижевника Љубе Ненадовића. Када је остарели писац видео свој портрет свидео му се, и он је решио да помогне младом Глишићу. Не само да га је бодрио већ и финансијски помогао као мецена, подржао да настави уметничко усавршавање. Затим је окупио богате Ваљевце да заједнички дају новчану потпору талентованом дечаку. Када су му ускоро умрли родитељи, али и Ненадовић, Драгомир се запутио у Београд. Чуо је да се отвара прва приватна Уметничка школа, па је кренуо да се упише. Постао је септембра 1895. године ученик те школе за будуће сликаре - уметнике. Сликарско образовање стекао код Кирила Кутлика у Српској цртачкој и сликарској школи (1895-98). Наставио је са студијама на Академији ликовних уметности у Минхену (1899-1904). Бави се педагошким радом у Београду; он је 1909-1927. године учитељ цртања у Трећој београдској гимназији. Учествовао је у ослободилачким ратовима Србије 1912-1918. године. Његов вод се последњи повукао из београдске тврђаве настављајући уличне борбе са непријатељем 1916. године.

## Ратни сликар и фотограф
Као војни обвезник учествовао је у балканским ратовима као ратни сликар Дунавске дивизије. У Првом светском рату учествовао као ратни сликар и фотограф најпре у саставу 7. пука Прве армије Дунавске дивизије (све до доласка на Крф). После приређене изложбе скица и цртежа у Солуну постављен је за ратног сликара у Моравској дивизији. На 240 негатива снимљених 1916-18, сачуваних у фото-архиву Војног музеја може се закључити да је Глишић био изузетно ваљан ратни репортер. Забележио је многе епизоде из рата, претежно мотиве у позадини: избеглице, војнички живот, болнице и рањенике, штабове и команде, одмор ратника, заробљенике.., али нису ретке ни сцене из непосредног ратног окружења: извлачење топова, колоне на путу ка положајима, ровови са ратницима у акцији, мртве страже. Иако невелика, фотографска грађа уз значајан сликарски и цртачки циклус тог аутора, са мотивима сличног садржаја, представља једну од најдрагоценијих визуелних документација о српској војсци у Првом светском рату.

## Уметничко опредељење и представљање дела
Осим мотива из рата, које је експлоатисао више од једне деценије, сликао је пејзаже, мртву природу и портрете. Определио се за реализам, али се понекад поводи и за импресионизмом. Излагао је самостално у Београду 1904. и 1908. и у Шапцу 1906. године. Био је члан Ладе од њеног почетка. На интернационалној изложби у Лондону 1907. године, доживео је леп успех. После његове смрти приређене су две изложбе његових дела: ретроспективна, у Београду, 1957, и изложба слика и фотографија дела насталих у рату 1914-1918, у Војном музеју у Београду, 1983. године. Уметникова заоставштина се чува у Војном музеју и, делом, код његових наследника.
Окушао се уочи Другог светског рата (1939) у иконопису. За нову православну цркву на београдском Котежу Франше Депереа израдио је престоне иконе. Било је то у цркви посвећеној Св. Арханђелу Гаврилу, задужбини Радмиле и Милана Вукићевића, бившег народног посланика и члана Главне контроле у пензији.